# Cordyla volucris
Cordyla volucris är en tvåvingeart som beskrevs av Oskar Augustus Johannsen 1909. Cordyla volucris ingår i släktet Cordyla och familjen svampmyggor. Inga underarter finns listade i Catalogue of Life.